# Sam Houston
Samuel Houston (2 de março de 1793 — 26 de julho de 1863) foi um estadista, político e soldado norte-americano. Nascido no estado americano de Virgínia, foi governador do estado do Tennessee.

## Carreira
Foi um general e estadista americano que desempenhou um papel importante na Revolução do Texas. Ele serviu como o primeiro e terceiro presidente da República do Texas e foi um dos dois primeiros indivíduos a representar o Texas no Senado dos Estados Unidos. Ele também serviu como o sexto governador do Tennessee e o sétimo governador do Texas, o único indivíduo a ser eleito governador de dois estados diferentes nos Estados Unidos.
Nascido em Rockbridge County, Virginia, Houston e sua família migraram para Maryville, Tennessee, quando Houston era adolescente. Houston mais tarde fugiu de casa e passou cerca de três anos vivendo com os Cherokees, tornando-se conhecido como Raven. Ele serviu sob o comando do general Andrew Jackson na guerra de 1812 e, após a guerra, presidiu a remoção de muitos Cherokee do Tennessee. Com o apoio de Jackson e outros, Houston ganhou a eleição para a Câmara dos Representantes dos Estados Unidos em 1823. Ele apoiou fortemente as candidaturas presidenciais de Jackson e, em 1827, Houston foi eleito governador do Tennessee. Em 1829, depois de se divorciar de sua primeira esposa, Houston renunciou ao cargo e mudou-se para o Território do Arkansas.
A 22 de setembro de 1826, ele feriu gravemente o General William A. White num duelo à pistola, decorrido perto de Franklin, num desentendimento sobre uma favoritista nomeação para o cargo de Chefe de Correios de Nashville.
Houston se estabeleceu no Texas em 1832. Após a Batalha de Gonzales, ele ajudou a organizar o governo provisório do Texas e foi selecionado como o oficial de alto escalão do Exército Texiano. Ele liderou o exército texano à vitória na Batalha de San Jacinto, a batalha decisiva na guerra do Texas pela independência contra o México. Após a guerra, Houston ganhou as eleições presidenciais de 1836 no Texas. Ele deixou o cargo devido a limites de mandato em 1838, mas ganhou a eleição para outro mandato na eleição presidencial de 1841 no Texas. Houston desempenhou um papel fundamental na anexação do Texas pelos Estados Unidos em 1845 e, em 1846, foi eleito para representar o Texas no Senado dos Estados Unidos. Ele se juntou ao Partido Democrata e apoiou a acusação do presidente James K. Polk da Guerra Mexicano-Americana.
Seu histórico no Senado foi marcado por seu sindicalismo e oposição aos extremistas do Norte e do Sul. Ele votou no Compromisso de 1850, que resolveu muitas das questões territoriais que sobraram da Guerra Mexicano-Americana e da anexação do Texas. Mais tarde, ele votou contra a Lei Kansas-Nebraska porque acreditava que isso levaria ao aumento das tensões seccionais sobre a escravidão, e sua oposição a essa lei o levou a deixar o Partido Democrata. Ele foi um candidato malsucedido à indicação presidencial do Partido Americano na eleição presidencial de 1856 e do Partido da União Constitucional na eleição presidencial de 1860. Em 1859, Houston ganhou a eleição como governador do Texas. Nesse papel, ele se opôs à secessão e procurou, sem sucesso, manter o Texas fora dos Estados Confederados da América. Ele foi forçado a deixar o cargo em 1861 e morreu em 1863. O nome de Houston foi homenageado de várias maneiras, e ele é o epônimo da cidade de Houston, a quarta cidade mais populosa dos Estados Unidos.

## Vida pessoal
Em 1854, ele se tornou um cristão batista e foi batizado por Rufus C. Burleson, presidente da Universidade Baylor. 